# Csillag László (színművész)
Csillag László (Budapest, 1954. szeptember 25. –) magyar színész, a Bűnök és szerelmek főszereplője.

## Pályafutása
A Magyar Televízió Ablak című műsor szerkesztőségében dolgozott majd 20 évig, a gyártási részlegnél, ahol egyéb műsorok elkészítésében is részt vett. Továbbá a Pesti Turf című lóversenyszaklap szerkesztője is volt.

## Sorozatszerepei
- Bodzás Lajos – Bűnök és szerelmek – 2012[2]

## Családja
Két felnőtt lánya van, két kapcsolatból.